# 瑟梅讷河畔拉塞欧沃
瑟梅讷河畔拉塞欧沃（法語：La Séauve-sur-Semène，法語發音：[la seov syʁ səmɛn]）是法国上卢瓦尔省的一个市镇，属于伊桑若区。

## 地理
瑟梅讷河畔拉塞欧沃（45°17'44"N, 4°15'1"E）面积7.86 平方千米，位于法国奥弗涅-罗讷-阿尔卑斯大区上盧瓦爾省，该省份为法国中南部省份，北起多姆山省和卢瓦尔省，西接康塔爾省，南至洛泽尔省，东临阿尔代什省。
与瑟梅讷河畔拉塞欧沃接壤的市镇（或旧市镇、城区）包括：卢瓦尔河畔莫尼斯特罗勒、蓬萨洛蒙、沃莱地区圣迪迪耶、圣西戈莱娜。

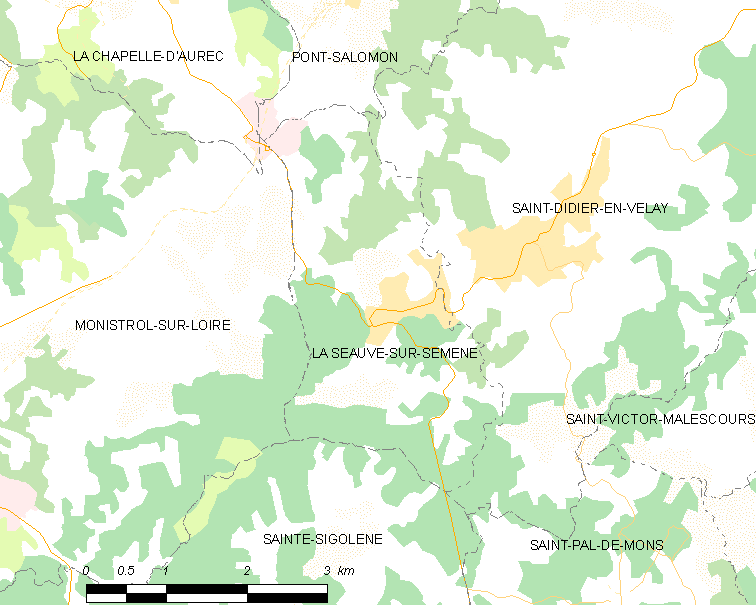
瑟梅讷河畔拉塞欧沃的OSM定位图

瑟梅讷河畔拉塞欧沃的时区为UTC+01:00、UTC+02:00（夏令时）。

## 行政
瑟梅讷河畔拉塞欧沃的邮政编码为43140，INSEE市镇编码为43236。

## 政治
瑟梅讷河畔拉塞欧沃所属的省级选区为双河与谷地县。

## 人口

1962-2008年间瑟梅讷河畔拉塞欧沃人口变化图示

瑟梅讷河畔拉塞欧沃于2022年1月1日时的人口数量为1471人。